# Johan Alrik Johansson
Johan Alrik Johansson (i riksdagen kallad Johansson i Bastholmen), född 23 december 1856 i Dragsmarks församling, Göteborgs och Bohus län, död 2 januari 1914 i Styrsö församling, Göteborgs och Bohus län, var en svensk lantbrukare, ingenjör och politiker.
Johan Alrik Johansson verksam som lantbrukare i Bastholmen i Västsverige. Han var riksdagsledamot i andra kammaren 1889–1896, invald i Lane och Stångenäs härads valkrets och var ledamot av andra kammarens skolutskott.
Johansson blev 1911 karantänsmästare på Känsö i Göteborgs södra skärgård.